# 4x4 (canción de Travis Scott)
«4x4» es una canción del rapero estadounidense Travis Scott. Fue lanzado como sencillo el 24 de enero de 2025 a través de Cactus Jack y Epic Records. Fue escritapor los productores Tay Keith y FnZ (Finatik y Zac) y por el propio Travis. Fueron acreditados los miembros Migos ( Quavo, Offset y Takeoff ) y Honorable CNOTE por el sample de la canción del grupo «Say Sum». Mike Dean lo mezcló y masterizó, mientras que Tommy Rush brindó asistencia en la mezcla.

## Antecedentes y promoción
La canción se reprodujo por primera vez durante la presentación de Scott en un club nocturno Joy Room en Ciudad de México el 22 de septiembre de 2024.  La canción fue promocionada nuevamente el 18 de octubre en un episodio de WWE SmackDown cuando la superestrella de la WWE Roman Reigns tenía la canción por adelantado.  Scott la interpretó en vivo por primera vez el 30 de octubre en la última fecha de su gira <i>Circus Maximus Tour</i>, en Eden Park en Auckland, Nueva Zelanda. Luego interpretó una versión más breve en el festival musical del Rolling Loud el 14 de diciembre. El 6 de enero de 2025, Scott apareció en el WWE Raw, donde decidió revelar el título de la canción y se confirmó que serviría como tema de apertura del programa.  El 20 de enero, volvió a interpretarla en el Campeonato Nacional de Playoffs de Fútbol Universitario de 2025 durante el espectáculo de medio tiempo.  Ese mismo día, compartió un enlace para pre-guardar la canción y volvió a colocar nueva mercancía en su sitio web, en el que todas las ganancias serían donadas a las personas afectadas por los incendios forestales de California de 2025.

## Rendimiento comercial
«4x4» debutó en el número uno en el Billboard Hot 100 con fecha del 8 de febrero de 2025 (con 16,2 millones de reproducciones, 2,9 millones de audiencia en antena y 167.000 vendidos), lo que le dio a Scott su quinto sencillo número uno en el país.